# Zlecenie stałe
Zlecenie stałe – złożone bankowi polecenie przelewu określonej kwoty pieniędzy z własnego konta bankowego na inne wskazane konto.
Dokonywane jest zazwyczaj w regularnych odstępach czasowych (np. co miesiąc), aż do odwołania zlecenia przez właściciela konta, z którego te przelewy są realizowane. Możliwe jest również zdefiniowanie zlecenia stałego, w którym przelewana kwota jest zmienna, a przelewy są realizowane w nieregularnych odstępach czasowych.
Zlecenie stałe jest wykorzystywane przede wszystkim w celu opłat za bieżące rachunki na rzecz np. firm telekomunikacyjnych lub dostawców mediów (gazu, energii, wody itp.).